# Застрашен език
Застрашен език (също изчезващ език или умиращ език) е език, за който съществува риск да изпадне от употреба, тъй като говорещите го са измрели или са приели да говорят друг език. Когато даден език вече не се говори като роден от никого, той става мъртъв език. Мъртвият език все още може да се изучава чрез записи и текстове, но си остава мъртъв, докато никой не може да го владее свободно.
Макар различни езици да изчезват в хода на човешката история, в днешно време много езици изчезват с ускорени темпове вследствие на глобализацията, империализма и неоколониализма.
Езикова подмяна най-често настъпва, когато говорещите даден език преминат към употреба на друг език, който е свързан с обществена или икономическа власт или се говори по-широко, като крайният резултат пак е изчезване на родния език. Общият консенсус е, че в днешно време съществуват между 6000 и 7000 живи езици, като между 50% и 90% от тях ще изчезнат до 2100 г. Най-разпространените 20 езика, всеки с над 50 милиона говорещи, се говорят от над 50% от населението на света, а повечето езици се говорят от по-малко от 10 000 души. На по-общо ниво, 0,2% от езиците по света се говорят от половината население на Земята, докато 96% от езиците по света се говорят от 4% от населението му.
Първата стъпка към умирането на даден език е потенциалното му застрашаване. Това се случва, когато езикът е подложен на интензивен външен натиск, но все още има общества, които предават езика си на децата си. Вторият етап е застрашаването, когато са останали малко говорещи, а децата им като цяло не учат родния си език. Третият етап е критичното застрашаване, при което езикът почти няма вероятност да оцелее през следващото поколение и скоро ще изчезне. След това езикът изчезва (умира).
В днешно време съществуват множество проекти, които целят предотвратяване и/или забавяне на загубите на езици чрез възраждане на застрашените езици и насърчаване на образованието и грамотността на малцинствените езици, често свързвайки езикови общности и лингвисти. Много държави по света са въвели езикови политики, целящи защитаването и стабилизирането на езиците на коренните езикови общности. Осъзнавайки, че повечето от застрашените езици по света едва ли ще бъдат възродени, много лингвисти работят по документирането на хиляди езици, за които се знае малко или нищо.
Към днешна дата, съществуват около 360 езици, които се говорят от по-малко от 50 души. ЮНЕСКО издава Червена книга на застрашените езици. Почти всички изследвания на изчезващи езици касаят говоримите езици. ЮНЕСКО не се занимава с жестомимични езици, но някои от тях също са застрашени.